# Agonostomus
Agonostomus es un género de peces actinopeterigios marinos y de agua dulce, distribuidos por África y la costa atlántica de América.

## Especies
Incluye a las siguientes especies::
- Agonostomus catalai Pellegrin, 1932
- Agonostomus monticola (Bancroft, 1834)
- Agonostomus telfairii Bennett, 1832